# Avec le temps (série télévisée)
Pour les articles homonymes, voir Avec le temps.
Avec le temps est une série télévisée québécoise en 99 épisodes de 25 minutes scénarisée par Normand Gélinas et Louise Matteau, diffusée du 3 janvier 1975 au 13 juin 1977 à la Télévision de Radio-Canada.

## Synopsis
« Avec le temps » raconte la vie de jeunes qui fréquentent le centre « La Boîte à tout l'monde ».

## Fiche technique
- Scénarisation : Normand Gélinas et Louise Matteau
- Réalisation : Maurice Falardeau et Jean Picard
- Société de production : Société Radio-Canada

## Distribution
- Normand Gélinas : François Séguin
- Louise Matteau : Danielle Séguin
- Jean-Pierre Bergeron : Le Baron Dietrich
- Carole Chatel : Louise Béliveau
- Louise Dufresne : Francine Lévesque
- Véronique Le Flaguais : Julie Soleil
- Mario Lirette : Claude Masson
- Marc Messier : Ghislain Bélanger
- Robert Maltais : Pierre Jutras
- Danielle Manseau : Mandoline
- Ronald France : Rock Maninoff
- Benoît Marleau : Peter Blues
- François Guy : Gilbert Coolman
- Gilles Pelletier : Alcide T. Lacourse
- Marthe Nadeau : Géraldine Séguin
- Normand Lévesque : Monsieur le ministre et le robineux
- Denise Morelle : Marianna Poitras
- Serge Thériault : Rôle inconnu
- Aubert Pallascio : Rôle inconnu
- Catherine Bégin : Rôle inconnu
- Yolande Roy : Rôle inconnu